# تروک تپه ۲
تروک تپه ۲ مربوط به دوره ساسانیان است و در شهرستان ساری، بخش چهاردانگه، دهستان چهاردانگه، روستای بالاده واقع شده و این اثر در تاریخ ۲۶ اسفند ۱۳۸۶ با شمارهٔ ثبت ۲۱۹۳۹ به‌عنوان یکی از آثار ملی ایران به ثبت رسیده است.